# アンリ・ビュッセル
アンリ・ビュッセル（仏: Henri Büsser、1872年1月16日 - 1973年12月30日）は、フランスの作曲家・編曲家・指揮者・音楽教師。本名はアンリ＝ポール・ビュッセル（Henri-Paul Büsser）で、姓はビュセール、ビュッセールとも表記される。パリで101歳で長逝しており、ポール・ル・フレムと同様、フランス音楽史で非常に長生きした音楽家である。

## 経歴

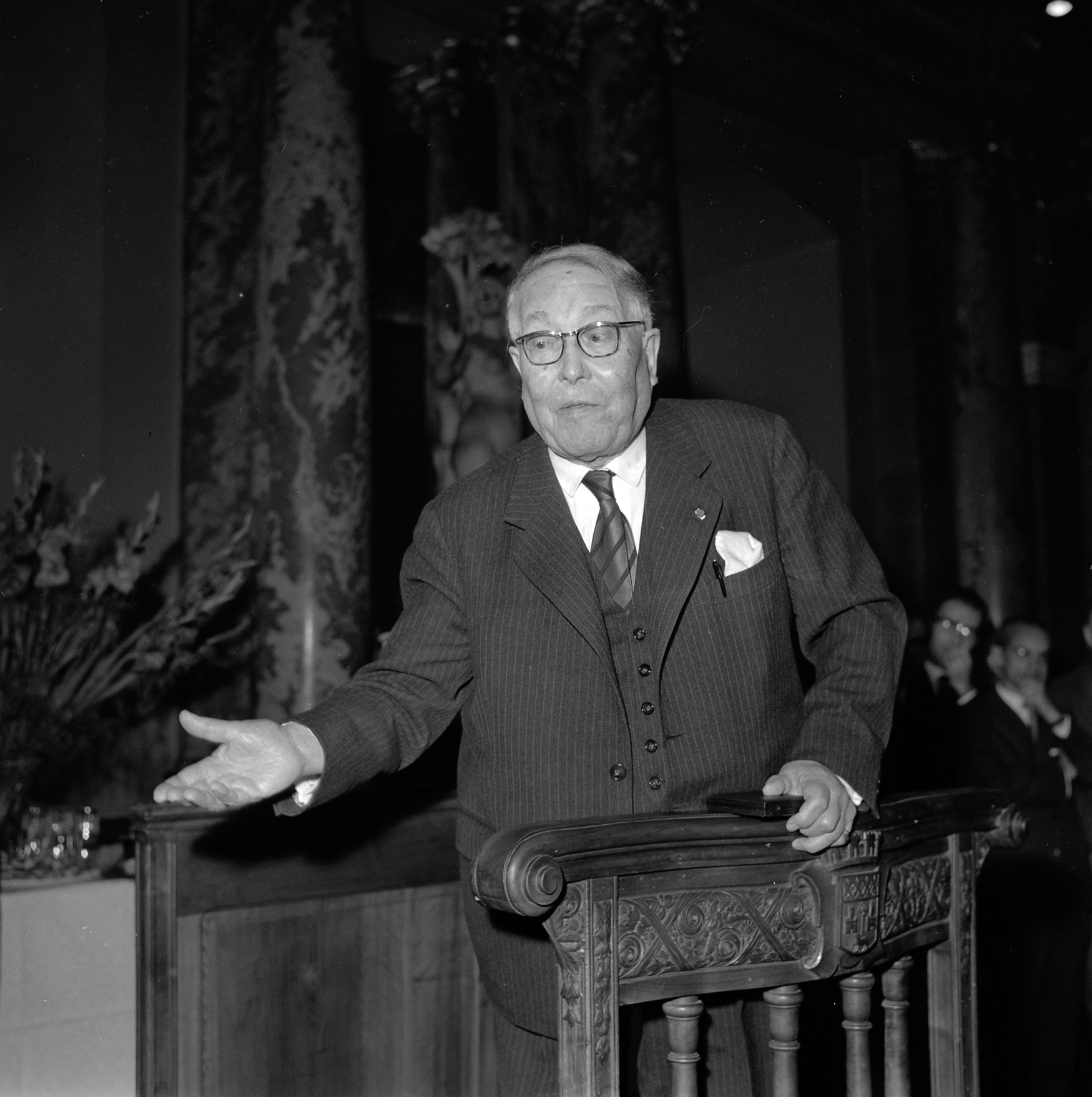
1962年6月11日

オート＝ガロンヌ県トゥールーズ出身。シャルル・グノーの秘書を務めながら、1893年にローマ大賞音楽部門の覇者となる。指揮者としては、クロード・ドビュッシーを支持したり、ジュール・マスネの最後の20年間にその最も近しい擁護者となった。パリ音楽院作曲科の名教師としても声望があった。ドビュッシーのピアノ連弾曲『小組曲』はビュッセルによってオーケストラ編曲され、今日のオーケストラによっても取り上げられている。またドビュッシーの作品では他に『春』のオーケストレーションも行っており、オペラ『ペレアスとメリザンド』初演の際には合唱指揮を担当している。夫人は往時の名ソプラノ、イヴォンヌ・ガル（1885年 - 1972年）。1973年、死去。

## 主な門弟
門弟の多くがローマ大賞音楽部門で第1位あるいは第2位を獲得しており、ほとんどが後にパリ音楽院で教鞭を執っている。
- アルフレッド・デザンクロ
- アンリ・デュティユー
- ウジェーヌ・ボザ
- ガストン・リテーズ
- ジャニーヌ・リュエフ
- ジャンヌ・ドゥメッシュー（ジャンヌ・ドゥメシュ）
- ジャン＝ミシェル・ダマーズ
- ポール・モーリス
- レイモン・ガロワ＝モンブラン
- 池内友次郎

## 主な作品
- Minerve, ouverture de concert op. 7
- Suite funambulesque, pour petit orchestre, op. 26
- Prélude et Scherzo pour flûte et piano, op. 35
- Pastorale pour clarinette, op. 46
- En Languedoc, variations pour trompette et orchestre à cordes, op. 53
- Ballade pour harpe, op. 65
- Divertissement pour quatuor à cordes, op. 119
- Deus Abraham, oratorio
- Daphnis et Chloé, pastorale, 1895
- Le Miracle de perles, 1898
- Colomba, 1921
- Les Noces corinthiennes, 1922
- La Pie borgne, 1927
- Rhapsodie Arménienne, 1930
- Le Carrosse du Saint-Sacrement, Comédie lyrique en un acte (1948). Livret de Busser d'après Prosper Mérimée. Création à Paris, salle Favart, le 2 juin 1948
- Roxelane, 1948
- Diafoirus 60, 1963. Inspiré du Malade imaginaire de Molière
- La Vénus d'Ille, 1964
- Notre Père, prière pour une voix, dédié « à mon petit Fritz » ; version soprano (originale) en ré majeur

## 著書
- Ernest Guiraud＝Henri Büsser (préf. アンリ・ラボー) - Traite Pratique d'Instrumentation, Paris, Durand & Cie, 1945. 360 p. 日本語版は絶版
- Henri Büsser (préf. クロード・デルヴァンクール) - Précis de Composition, Paris, Durand & Cie, 1943 (2e éd. revue et augmentée), 242 p. (OCLC 8326775, notice BnF no FRBNF42885709) 日本語版は絶版
- Henri Büsser - Vingt-cinq leçons d'harmonie, Paris, A. Leduc, 1937.
- De Pelléas aux Indes Galantes: ... de la flûte au tambour, Paris, Fayard, 1955. 日本語訳 『パリと共に70年 作曲家ビュッセル回想録 《ペレアス》から《優雅なインドの国々》まで』 岸純信訳, 八千代出版, 2024